# یونان او کین
یونان او کین (انگلیسی: Eunan O'Kane؛ زادهٔ ۱۰ ژوئیهٔ ۱۹۹۰) بازیکن فوتبال اهل بریتانیا است.
از باشگاه‌هایی که در آن بازی کرده‌است می‌توان به باشگاه فوتبال تورکی یونایتد، باشگاه فوتبال لیدز یونایتد، و باشگاه فوتبال اورتون اشاره کرد.